# Snowboard Cross
Snowboard Cross eller snowboardcross (også Snowboarder X, SBX, Boardercross, Boarder-X eller BX) er en snowboard-konkurrence i hvilken en gruppe af snowboardere (normalt fire) starter samtidig fra toppen af en nedadgående bane, for så at konkurrere om at at være den første til at nå bunden. Snowboard Cross blev første gang introduceret til det olympiske program i 2006, men har været en del af X-Games siden disses start i 1997. Den allerførste konkurrence i boardercross blev afholdt i foråret 1991.
Af danske snowboardere der konkurrere i Snowboard Cross kan nævnes Julie Wendel Lundholdt, som blandt andet har deltaget i Vinter-OL 2010. 
| Sport | Spire Denne artikel om sport er en spire som bør udbygges. Du er velkommen til at hjælpe Wikipedia ved at udvide den. |